# Ok Ye-rin
Ok Ye-rin (coréen : 옥예린 ; né le 23 décembre 2009) est une enfant actrice sud-coréenne. Elle a fait ses débuts d'actrice en 2017, depuis lors, elle est apparue dans de nombreux films et séries télévisées. Elle est connue pour ses différents rôles d'enfant acteur comme : My Secret Terrius (2018) et Itaewon Class (2020). Elle a également joué dans des films tels que : Champion et Man of Men (2018) entre autres,. En 2022, elle est apparue dans la série télévisée romantique Twenty-Five Twenty-One.

## Carrière
En 2018, elle a remporté le prix de la meilleure jeune actrice aux MBC Drama Awards 2018 pour son rôle de Cha Joon-hee dans le drame mystérieux My Secret Terrius.
Ok Ye-rin a participé au 'One K Concert for the 100th Anniversary of the March 1st Movement ' qui s'est tenu à l'Assemblée nationale à Yeouido, Séoul le 1er mars 2019 et a chanté "Where the Wind Blows".

## Filmographie

### Films
| Année | Titre                 | Rôle     | Remarques | Réf.  |
| ----- | --------------------- | -------- | --------- | ----- |
| 2018  | Champion              | Joon-hee |           | [ 6 ] |
| 2018  | Homme d'hommes        | Ji-eun   |           | [ 7 ] |
| 2021  | Les enfants vont bien | Si-ah    |           | [ 8 ] |

### Séries télévisées
| Année   | Titre                           | Rôle                | Remarques                          | Réf.   |
| ------- | ------------------------------- | ------------------- | ---------------------------------- | ------ |
| 2017    | Mondes réunis                   |                     | Apparence spéciale                 | [ 9 ]  |
| 2017    | Noir                            | Jeune Kang Ha Ram   |                                    | [ 10 ] |
| 2017    | Méloholique                     |                     |                                    | [ 9 ]  |
| 2017-18 | Oh, le Mystérieux               | Jeune Cha Eun-bi    |                                    | [ 9 ]  |
| 2017-18 | Une odyssée coréenne            | Han-byul            |                                    | [ 7 ]  |
| 2018    | Viens me faire un câlin         | Jeune Han Jae-yi    |                                    | [ 7 ]  |
| 2018    | Mon territoire secret           | Cha Joon-hee        | Prix de la meilleure jeune actrice | [ 11 ] |
| 2019    | Le clown couronné               |                     |                                    | [ 7 ]  |
| 2019    | Le prêtre fougueux              | Lim Ji-eun          |                                    | [ 12 ] |
| 2019    | Partenaires pour la justice     | Han Seo Hyeon       | Saison 2                           | [ 13 ] |
| 2019    | Survivant désigné : 60 jours    | Parc Si-jin         |                                    | [ 14 ] |
| 2019-20 | Bel Amour, Merveilleuse Vie     | Jeune Kim Yeon-ah   |                                    | [ 15 ] |
| 2019-20 | Femme de 9,9 milliards          | Lee Yoo-ri          |                                    | [ 16 ] |
| 2020    | Classe Itaewon                  | Jeune Oh Soo-ah     |                                    |        |
| 2020    | Personne ne sait                | Yoon Ji-won         |                                    |        |
| 2021    | Tu es mon printemps             | Jeune Kang Da-jeong |                                    |        |
| 2021-22 | Bulgasal : les âmes immortelles | Lee Hye Suk         | Apparence spéciale                 |        |
| 2022    | vingt-cinq vingt et un          | Jeune Na Hee-do     |                                    |        |

## Récompenses et nominations
| Année | Prix                | Catégorie               | Œuvre nommée                                   | Résultat | Réf.   |
| ----- | ------------------- | ----------------------- | ---------------------------------------------- | -------- | ------ |
| 2018  | Prix du théâtre MBC | Meilleure jeune actrice | Mon territoire secret en tant que Cha Joon-hee | Lauréat  | [ 17 ] |